# Heuerßen
Heuerßen is een gemeente in de Duitse deelstaat Nedersaksen. De gemeente maakt deel uit van de Samtgemeinde Lindhorst in het Landkreis Schaumburg. Heuerßen telt 895 inwoners.
Tot Heuerßen behoort ook het dorp Kobbensen, 2 km ten W van  buurdorp Beckedorf aan de Bundesstraße 65. 

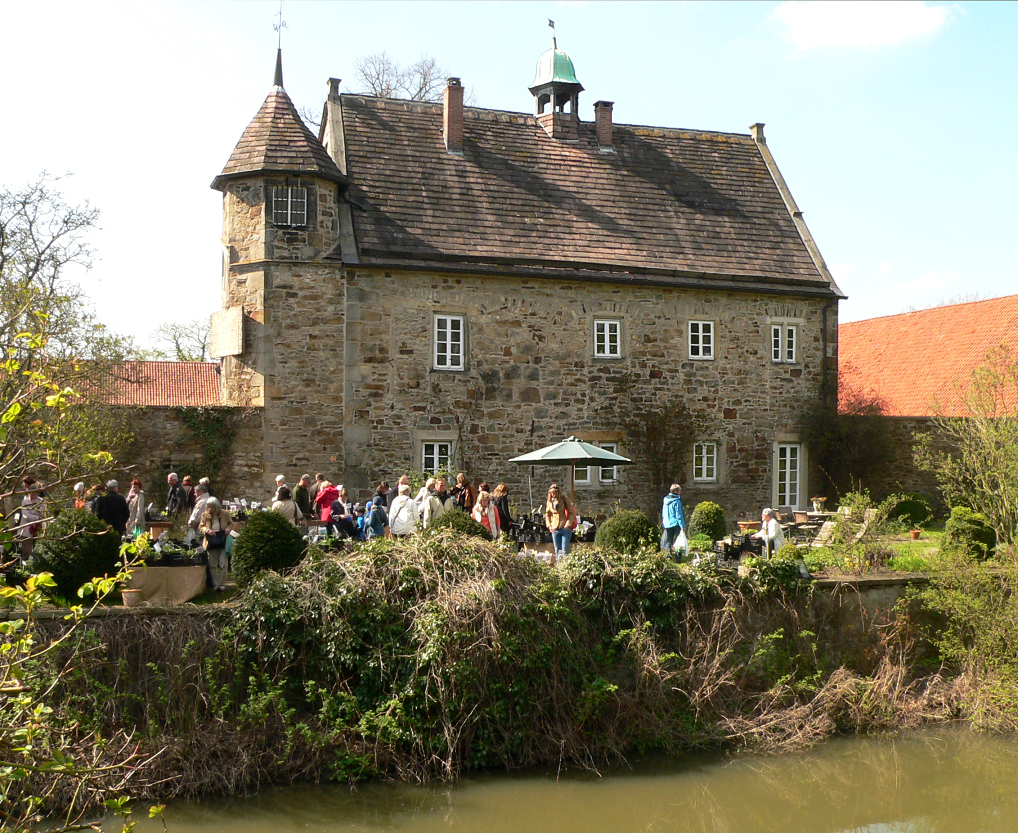
Kasteeltje Rittergut Remeringhausen
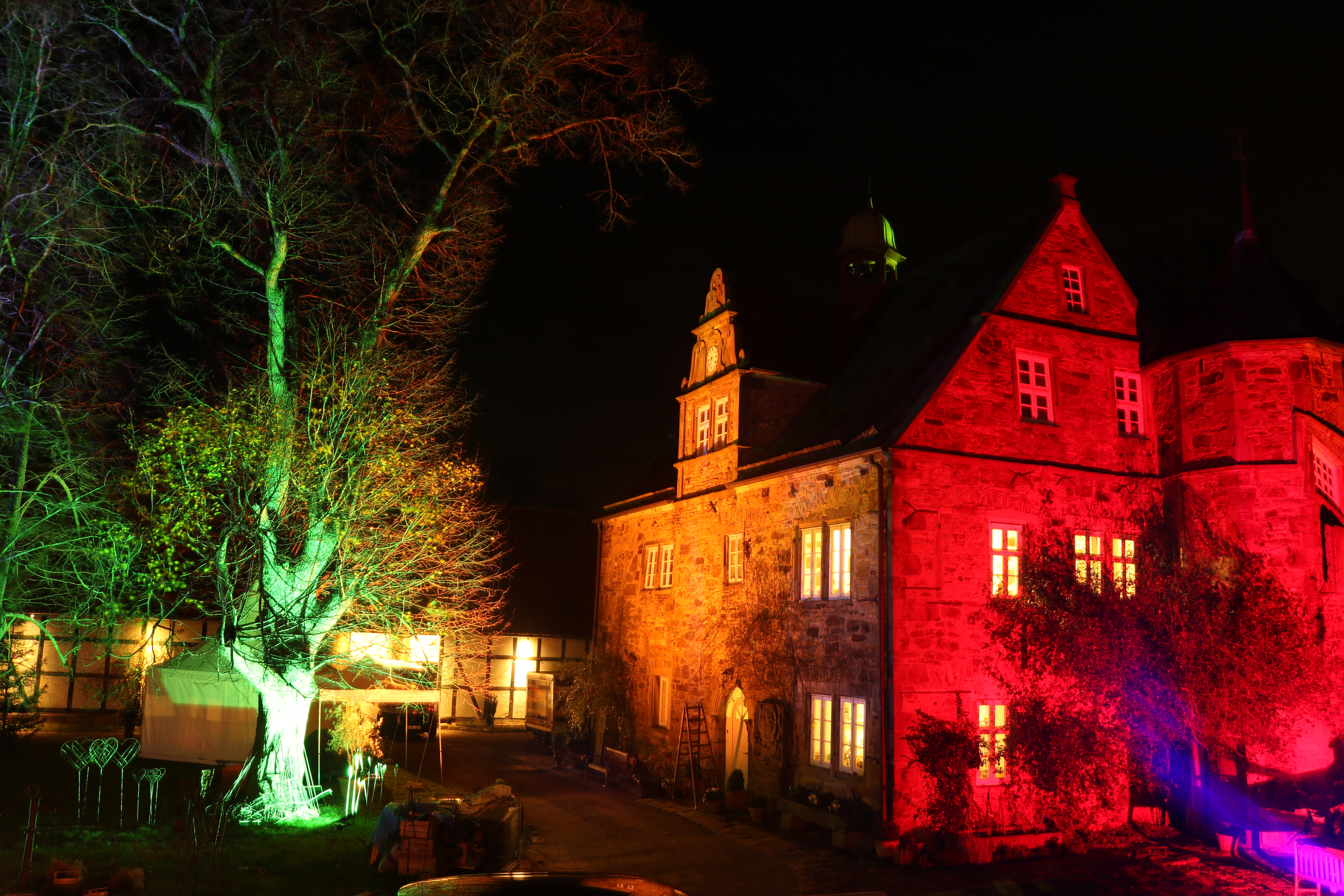
Kasteeltje Remeringhausen tijdens een avondlijk feest in 2015

Direct ten westen van Heuerßen staat het kasteeltje Rittergut Remeringhausen.
Dit in de tweede helft van de 16e eeuw gebouwde kasteeltje is een familiebezit van het adellijke geslacht Von Münchhausen geweest. Rondom het kasteeltje, dat door fraaie tuinen is omgeven, worden enige malen per jaar evenementen gehouden, die met deze tuinen te maken hebben. Ook buiten deze evenementen om is het complex, op afspraak, te bezichtigen.
Zie verder onder: Samtgemeinde Lindhorst.